# Classe CM (sous-marin de poche)
La classe CM (abréviation de Costiero Monfalcone) était une classe de sous-marin de poche  utilisés par la Regia Marina (marine italienne) pendant la Seconde Guerre mondiale. 

## Conception
Le type CM a été conçu au début de 1943 en coopération avec le chantier naval Cantieri Riuniti dell'Adriatico (CRDA) à Monfalcone. Le contexte était la demande de la direction de la marine italienne pour un mini sous-marin de 100 tonnes qui devait être produit en grande série. Le même contrat de construction a été attribué à l'usine Caproni à Taliedo, quartier de Milan, qui a conçu le type CC.
Les prototypes développés par la société Adriatico étaient armés de deux torpilles standard de 45 cm à l'avant. Deux mitrailleuses ont été fournies pour protéger les huit hommes de l'équipage. Jusqu'à l'armistice de Cassibile, la construction de trois bateaux a commencé. Ces derniers ont reçu les désignations CM 1, CM 2 et CM 3.
- Le CM 1, toujours dans sa coquille, a été repris par la Kriegsmarine (marine allemande) et a reçu la désignation UIT 17. Plus tard, le navire a été rendu à la marine italienne.

- Le CM 2 est également tombé entre les mains des Allemands, et a reçu la désignation UIT 18. Il a été détruit au printemps 1944 par un raid de bombardement allié sur le chantier de construction de Monfalcone.

- Les travaux sur le CM 3 ont été arrêtés au moment de l'armistice.